# 오스코텍
주식회사 오스코텍(Oscotec)은 대한민국의 제약 기업으로, 합성신약, 기능성 소재, 치과용 골이식재 사업을 영위하는 업체이다.

## 역사
1998년에 설립되어 2007년 1월 코스닥 시장에 상장 되었다.
2023년 미국 식품의약국(FDA)에 퇴행성뇌질환 치료제 후보물질 'ADEL-Y01'의 임상 1a/1b상 임상시험계획(IND)을 신청했다.

## 제품
- 레이저티닙[4]
- 타그리소[5]